# Dorniger Akanthus
Dorniger Akanthus (Acanthus spinosus) ist eine Pflanzenart aus der Gattung Akanthus (Acanthus) innerhalb der Familie der Akanthusgewächse (Acanthaceae).

## Beschreibung

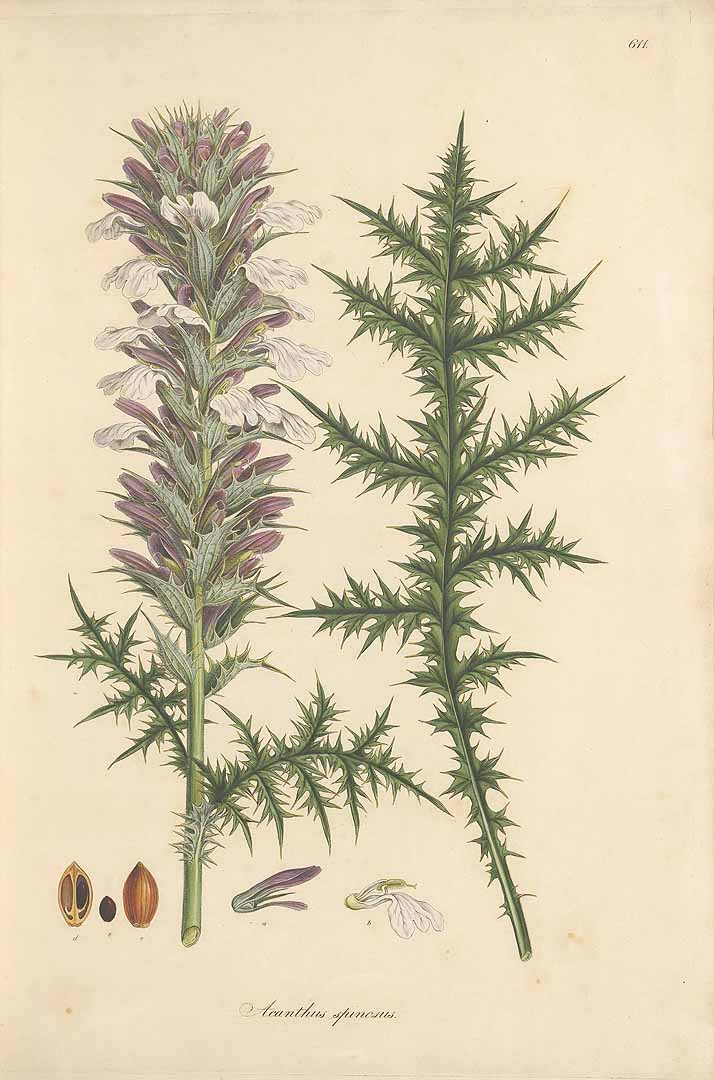
Illustration

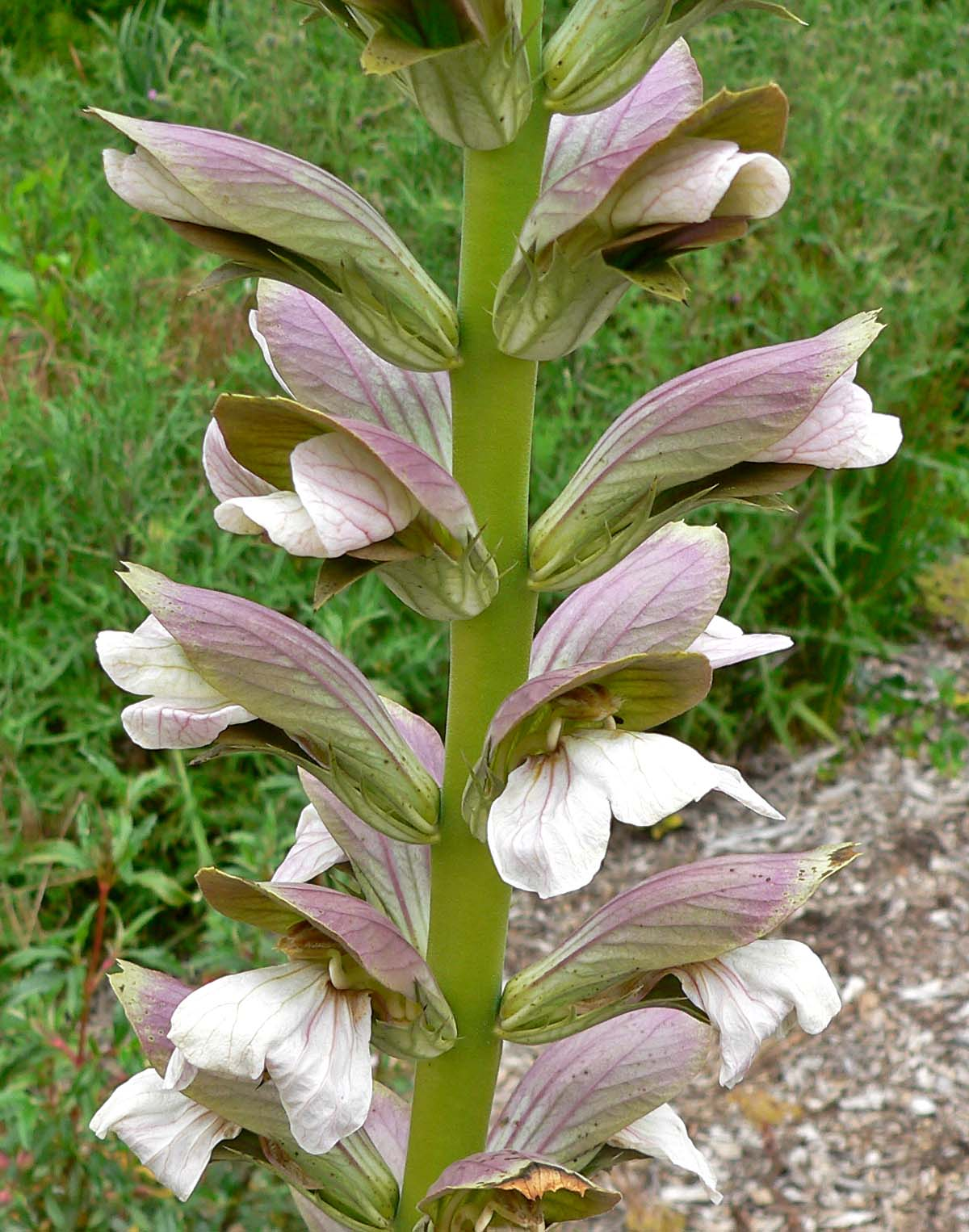
Ausschnitt eines Blütenstandes

### Vegetative Merkmale
Der Dornige Akanthus ist eine ausdauernde, krautige Pflanze, die Wuchshöhen von 30 bis 90 Zentimetern erreicht. Diese kräftige Pflanzenart ist distelähnlich. Der aufrechte Stängel ist kurz behaart.
Die grund- und stängelständigen Laubblätter sind ein- bis dreifach fiederteilig bis -schnittig. Sie sind kahl bis leicht behaart, dornig oder stachelspitzig gezähnt, steif und ledrig und oberseits weißnervig sowie unterseits kurz behaart.

### Generative Merkmale
Im endständigen, zylindrischen, ährigen Blütenstand sind die (fast) sitzenden Blüten dicht, meist deutlich in Spalten übereinander angeordnet. Die Tragblätter sind dornig gezähnt. Die schmalen Vorblätter sind dornig.
Die zwittrigen Blüten sind zygomorph mit doppelter Blütenhülle. Vier ungleiche Kelchblätter sind verwachsen. Das obere Kelchblatt ist groß, oberseits violett, purpurfarben und helmförmig über die Blüte geneigt. Das untere, kleinere Kelchblatt steht zwischen Tragblatt und Blüte, die beiden seitlichen Kelchblätter sind nur klein. Die Krone ist weiß bis purpurfarben oder rötlich, sie besteht nur aus einer dreilappigen Unterlippe, eine Oberlippe fehlt bzw. ist stark reduziert, die Kronröhre ist relativ kurz. Der Fruchtknoten ist oberständig. Die vier Staubblätter mit dicklichen Staubfäden sind in der Blütenkrone eingeschlossen. Die länglichen Staubbeutel sind bärtig behaart.
Die relativ kleine Kapselfrucht enthält mehrere Samen.
Die Blütezeit liegt zwischen April und August.
Die Chromosomenzahl beträgt 2n = 56.

## Vorkommen
Acanthus spinosus kommt von Italien und der Balkanhalbinsel bis Kreta und der südlichen Türkei vor. Es gibt in Europe ursprüngliche Vorkommen in Italien, Kroatien, Montenegro, Albanien, Griechenland, Kreta und Bulgarien. In Großbritannien, in Algerien und Australien (Victoria) ist Acanthus spinosus ein Neophyt.
Acanthus spinosus gedeiht in lichten Wäldern und in Weiden.

## Taxonomie
Die Erstveröffentlichung von Acanthus spinosus erfolgte 1753 durch Carl von Linné in Species Plantarum, Tomus II, Seite 639. Synonyme für Acanthus spinosus L. sind:  Acanthus caroli-alexandri Hausskn., Acanthus spinosissimus Pers., Acanthus spinosus subsp. spinosissimus (Pers.) Zangh.
Von Gärtnereien wird der Dornige Akanthus unter Namen wie Stacheliger Bärenklau, Dorniger Bärenklau oder Dornige Bärentatze angeboten; es besteht aber keine Verwandtschaft zum Bärenklau (Heracleum), der zu den Doldenblütlern zählt.